# Самјуел Ленгли
Самјуел Ленгли (енгл. Samuel Pierpont Langley; Роксбери, 22. август 1834 — Ејкен, 27. фебруар 1906) је био амерички астроном, физичар и конструктор првог авиона у САД. 

## Биографија
Рођен је 1834. године у Роксберију у Масачусетсу. Поред физике и астрономије, Ленгли се бавио и аеродинамиком. Проблематиком летења почео је да се бави 1889. године, а 1896. године гради два модела авиона са елисом покретаном уврнутом гумом од којих је један прелетео 1200 метара. За те моделе интересовало се Министарство ратне морнарице САД и одредило комисију да их испита. Пошто је добио новчану помоћ, Ленгли је у периоду од 1897. до 1903. године конструисао авион који је хлађен водом од стране помоћника, инжењера Чарлса Менлија. Модел је успешно летео, али је авион у два маха претрпео удесе (1903). Због тога Ленгли напушта рад са авионима.